# Spiritizam
Spiritizam je okultni nauk kojim se nastoji uspostaviti komunikacija s preminulim osobama.
Kao pokret razvija se u 19. stoljeću kada je Allan Kardec (1804. – 1869.) izložio njegove osnove u "Knjizi duhova" (Le Livre des esprits, 1858.).
U spiritističkim seansama, duh preminulog doziva se posredstvom psihički senzitivne osobe, odnosno medija. Česte su prijevare i zloupotrebe lakovjernih ljudi od strane raznoraznih navodnih medija i drugih šarlatana koji se u izvedbi služe opsjenarskim trikovima.
Kao oblik religije, spiritizam se osobito proširio u zemljama Južne Amerike.

## Povijest
Zazivanje duhova prakticiralo se još u drevnim plemenima, gdje je ulopgu spone između svijeta živih i svijeta mrtvih imao plemenski šaman, a bilo je poznato i u antičkom svijetu (Egipat, Mezopotamija, Grčka, Rim). U prošlosti se prizivanje duhova nazivalo nekromancijom.
Moderna povijest spiritizma započela je 1848. godine prvim dokumentiranim događajem o natprirodnim fenomenima koji su se zbili nakon što se obitelj Fox uselila u kuću u selu Hydeville u američkoj saveznoj državi New York. Slučaj je izazvao senzaciju, a sestre Fox koje su navodno opsjedali duhovi, morala se preseliti rođacima u obližnji grad Rochester. Međutim, obitelj je i tamo prijavila čudne događaje, što je u javnosti izazvalo sustavno zanimanje za taj slučaj. Tijekom 1849. godine održao se niz seansi u kući obitelji Fox, gdje su primijećeni neobjašnjivi fenomeni, poput pokretanja predmeta u sobi, levitacije stola i slično. Sestre Margaret, Catherine i Leah Fox iskoristile su taj događaj za samopromociju i javno prakticiranje spiritizma, što je potaknulo skeptike da vjeruju kako je u pitanju bila prijevara.
Sve veća popularnost spiritističkih seansi, navela je znanstvenike da pokušaju pronaći racionalno objašnjenje tih fenomena. Tako je dr. James Baird 1853. godine iznio teoriju koja implicira da se stolovi pokreću tijekom seanse pod utjecajem iščekivanja onih koji sjede oko njih, dok je engleski fizičar i kemičar Michael Faraday tvrdio da su pokreti koje stol izvodi uzrokovani rukama prisutnih.
Godine 1898. Sveta Stolica je dekretom osudila spiritističke prakse, ali je istovremeno odobrila legitimno znanstveno istraživanje tog fenomena.

## Kritika
Od početaka spiritističke prakse pa do danas nije pronađen nijedan dokaz o postojanju zagrobnog života i nije znanstveno verificirana mogućnost prizivanja duhova. Štoviše, mnogi od popularnih spiritističkih medija 19. i početka 20. stoljeća prokazani su kao šarlatani i varalice te je u mnogim slučajevima dokazana prijevara. Povoljnije svjetlo na fenomen spiritizma baca fenomen astralnih putovanja, koji naslućuje mogućnost voljnog ili nesvjesnog odvajanja duha od tijela, kao i druga vrsta izvantjelesnog iskustva poznatog pod nazivom blisko iskustvo sa smrću. Međutim, iako su ti fenomeni znanstveno proučavani i opisani, nisu još u potpunosti objašnjeni ni potvrđeni kao autentični.

## Vanjske poveznice
- Spiritizam Hrvatska enciklopedija
- Spiritizam Catholic Encyclopedia (engl.)
- Spiritism encyclopedia.com (engl.)